# Grand Prix Pino Cerami 1977
Il Grand Prix Pino Cerami 1977, quattordicesima edizione della corsa, si svolse il 31 marzo su un percorso con partenza e arrivo a Wasmuel. Fu vinto dal belga Jos Jacobs della Ijsboerke-Colnago davanti agli olandesi Bert Pronk e Jos Schipper.

## Ordine d'arrivo (Top 10)
| Pos. | Corridore          | Squadra                         | Tempo    |
| ---- | ------------------ | ------------------------------- | -------- |
| 1    | Jos Jacobs         | Ijsboerke-Colnago               | 5h51'00" |
| 2    | Bert Pronk         | Ti-Raleigh                      | s.t.     |
| 3    | Jos Schipper       | Ebo- Superia                    | a 1'15"  |
| 4    | Bill Nickson       | Ti-Raleigh                      | s.t.     |
| 5    | Johnny Vanderveken | Ebo- Superia                    | s.t.     |
| 6    | Ronny Bossant      | Brooklyn                        | a 1'25"  |
| 7    | Eddy Vanhaerens    | Ebo- Superia                    | a 4'10"  |
| 8    | Guido Van Sweevelt | Ijsboerke-Colnago               | s.t.     |
| 9    | Gerrie Knetemann   | Ti-Raleigh                      | s.t.     |
| 10   | Fons van Katwijk   | Carpenter-Zeepcentrale-Splendor | a 4'30"  |